# Agalmatium distinguendum
Agalmatium distinguendum är en insektsart som först beskrevs av Carl Ludwig Kirschbaum 1868.  Agalmatium distinguendum ingår i släktet Agalmatium och familjen sköldstritar.
Artens utbredningsområde är Spanien. Inga underarter finns listade i Catalogue of Life.